# Бухача
Бухача или Бувача је насељено место у општини Цетинград, на Кордуну, Република Хрватска. У селу је рођен Милан Вујаклија, писац и преводилац.

## Географија
Бухача се налази око 7 км североисточно од Цетинграда. Налази се на самој граници између Хрватске и Босне и Херцеговине.

## Историја
Бухача је заједно са селима Цетин, Било, раније Валишсело (сада Цетинград) и Боговац насељено 1782. године под царем Јосифом II.
У Бухачи је 1800. године саграђена црква Светих апостола Петра и Павла у византијском стилу за време митрополита Стратимировића и епископа Стефана Авакумовића. Епархије горњокарловачке. Налази се на онижем брежуљку и врло је добро видљива са пута која повезује Велику Кладушу и Војнић. Парохију Бувача сачињавају насеља: Бувача, Цетинград, Маљевац, Маљевачко Селиште и Грабарска у суседној Босни и Херцеговини. У Другом светском рату храм су девастирали и опљачкали усташе. После рата је поправљана. Покров цркве је након рата у Хрватској, као и код већине православних објеката на Кордуну у лошем стању.
Бухача се од распада Југославије до августа 1995. године налазила у Републици Српској Крајини. До 1991. била је у саставу насељеног места Маљевац, а од 2001. је самостално насеље. До територијалне реорганизације у Хрватској налазила се у саставу бивше велике општине Слуњ.

## Становништво
Према попису становништва из 2011. године, насеље Бухача је имало 36 становника.

### Број становника по пописима
| Националност   | 2001. | 1991. | 1981. | 1971. | 1961. | 1953. | 1948. | 1931. | 1921. | 1910. | 1900. | 1890. | 1880. | 1869. | 1857. |
| бр. становника | 29    | %     | %     | 111   | 76    | 155   | 124   | %     | %     | %     | 598   | 279   | 730   | 787   | 743   |

- напомене:

У 2001. настало издвајањем из насеља Маљевац. До 1900. и у 1948. исказивано као насеље, а од 1953. као део насеља. Од 1857. до 1880. садржи податке за насеља Маљевац и Маљевачко Селиште, а од 1910. до 1931. те у 1981. и 1991. подаци садржани у насељу Маљевац.

### Национални састав
| Националност       | 2001.       |
| Хрвати             | 11 (37,93%) |
| Срби               | 0           |
| Југословени        | 0           |
| остали и непознато | 18 (62,06%) |
| Укупно             | 29          |

- за остале пописе видети под: Маљевац.